# Кахконг (місто)
Кахконг (кхмер. ក្រុងកោះកុង, англ. Koh Kong або англ. Khemarak Phoumin) — місто у Камбоджі, адміністративний центр однойменної провінції.

## Географія
Кахконг розташований на заході країни неподалік тайського кордону і Сіамської затоки. Лежить біля гирла річки Каопао за Кардамоновим пасмом і до спорудження майже двокілометрового мосту, що сполучив його із сусіднім містечком П'ям, практично не мав сполучення суходолом з рештою країни.

### Клімат
Місто знаходиться у зоні, котра характеризується мусонним кліматом. Найтепліший місяць — квітень із середньою температурою 28,6 °C (83,5 °F). Найхолодніший місяць — січень, із середньою температурою 25,9 °C (78,6 °F).
| Клімат Кахконга         | Клімат Кахконга | Клімат Кахконга | Клімат Кахконга | Клімат Кахконга | Клімат Кахконга | Клімат Кахконга | Клімат Кахконга | Клімат Кахконга | Клімат Кахконга | Клімат Кахконга | Клімат Кахконга | Клімат Кахконга | Клімат Кахконга |
| Показник                | Січ.            | Лют.            | Бер.            | Квіт.           | Трав.           | Черв.           | Лип.            | Серп.           | Вер.            | Жовт.           | Лист.           | Груд.           | Рік             |
| Середня температура, °C | 25,9            | 26,8            | 27,8            | 28,6            | 28,3            | 27,3            | 27,1            | 27              | 27,1            | 27              | 27              | 26,3            | 27,2            |
| Норма опадів, мм        | 39.4            | 64.9            | 105.3           | 133.4           | 373.6           | 779.6           | 743.4           | 983.3           | 640.5           | 344.8           | 121.8           | 32.8            | 4362.8          |
| Днів з опадами          | 4               | 5,6             | 8               | 10,9            | 20,4            | 24,2            | 24,1            | 25,9            | 23,4            | 19,4            | 10,2            | 3,7             | 179,8           |
| Вологість повітря, %    | 70.8            | 76              | 76.8            | 77.8            | 81.6            | 85.1            | 85.2            | 86              | 85.3            | 84              | 75.8            | 69.5            | 79.5            |
| ----------------------- | --------------- | --------------- | --------------- | --------------- | --------------- | --------------- | --------------- | --------------- | --------------- | --------------- | --------------- | --------------- | --------------- |
| Джерело: Weatherbase    |                 |                 |                 |                 |                 |                 |                 |                 |                 |                 |                 |                 |                 |

## Економіка
Відносна ізоляція міста, близькість до кордону і водночас до баз «червоних кхмерів» у навколишніх горах створила йому репутацію кримінального осередку. Проте останніми роками у регіоні почав розвиватися туризм.
2019 року поряд із Кахконгом розпочато будівництво глибоководного порту.